# Alžírský dinár
Alžírský dinár (arabsky دينار) je zákonným platidlem severoafrického státu Alžírsko. Název dinár má alžírská měna společný s několika měnami států, které byly v minulosti součástí Osmanské říše.
ISO 4217 kód dináru je DZD. Dílčí jednotka (1/100) se nazývá santeem (سنتيم).

## Vývoj platidel Alžírska
- Do roku 1830 - Na území dnešního Alžírska kolovaly španělské a portugalské, francouzské mince. V oběhu byla i měna Osmanské říše. V 19. století se používala měna budju.
- 1830-1851 - V roce 1830 začala Francie kolonizovat alžírské území a na nově získaném území francouzští obyvatelé používali francouzský frank.
- 1851-1960 - V roce 1851 byla založena Banque de l’Algerie (Banka Alžírska), která byla oprávněna k vydávání alžírského franku. Alžírský frank byl ekvivalentní k francouzskému. V tomto období zde cirkulovaly jak alžírské, tak francouzské mince a bankovky.
- 1960-1962 - 1. ledna 1960 prošly měny Francie a Alžírska devalvací, kdy se ze sta „starých“ franků stal jeden „nový“ frank (francouzský i alžírský).
- 1962-1964 - V roce 1962 získalo Alžírsko nezávislost a francouzský frank přestal být zákonným platidlem. Jedinou měnou Alžírska zůstal alžírský frank.
- Od roku 1964 - Další změna přišla v roce 1964. Byl zaveden alžírský dinár, který vycházel z franku v poměru 1:1. V podstatě šlo pouze o přejmenování měny.

## Mince a bankovky
Mince v oběhu mají nominální hodnoty 5, 10, 20, 50 a 100 dinárů. Mince o hodnotách ¼, ½, 1 a 2 dináry jsou sice stále oficiálně platné, ale v oběhu se vyskytují jen zřídka.
Bankovky jsou tisknuty 100, 200, 500, 1000  a 2000 dinárů.